# Masayuki Nagatomi
Masayuki Nagatomi (Japans: 永冨　正之 Nagatomi Masayuki) (Osaka, 13 oktober 1932) is een Japans componist en muziekpedagoog.

## Levensloop
Nagatomi studeerde aan de Tokyo National University of Fine Arts and Music (東京藝術大学 Tōkyō Gei-jutsu Daigaku), nu: Tokyo University of the Arts in Tokio. Verder studeerde hij fuga, contrapunt compositie en pianobegeleiding aan het Conservatoire national supérieur de musique in Parijs, waar hij in 1965 afstudeerde. 
Hij werd docent en later professor voor compositie aan zijn Alma Mater, de Tokyo University of the Arts. Later werd hij docent voor compositie, solfège en harmonie aan de Seitoku University in Matsudo. Intussen is hij emitteert. Tot zijn talrijke leerlingen behoorden: Tomoyuki Asakawa (朝川 朋之), Takahashi Harumi, Sanae Ishida, Kunitaka Kokaji, Naoshi Kukiyama, Jun Nagao, Masakazu Natsuda, Eiko Orita, Masato Suzuki, Akira Takaoka, Akihito Yamaguchi, Chikako Yamanaka en Yukio Yokoyama. 
Als componist schreef hij werken voor verschillende genres. Hij is lid van de Japan Society for Contemporary Music alsook van de Society for Music Theory of Japan (SMTJ), waar hij op 15 mei 2011 de jaarlijkse conferentie met een toespraak Oh ー harmonies on education issues in Japan Solfeggio opende. Hij werd met het ereteken van het Franse Legioen van Eer onderscheiden.

## Composities

### Werken voor orkest
- 1968 Symfonie

### Vocale muziek

#### Werken voor koor
- 1987 Psalm, voor mannenkoor en piano

### Kamermuziek
- 1983 Songs of winds, voor dwarsfluit solo

### Werken voor piano
- 1982 Trois Esquisses, voor piano

## Publicaties
- ソルフェージュ教育概説 Solfeggio (Solfège), Tokyo National University of Fine Arts & Music, 1, A41-A58, 1974.[dode link]